# Clarel (epos)

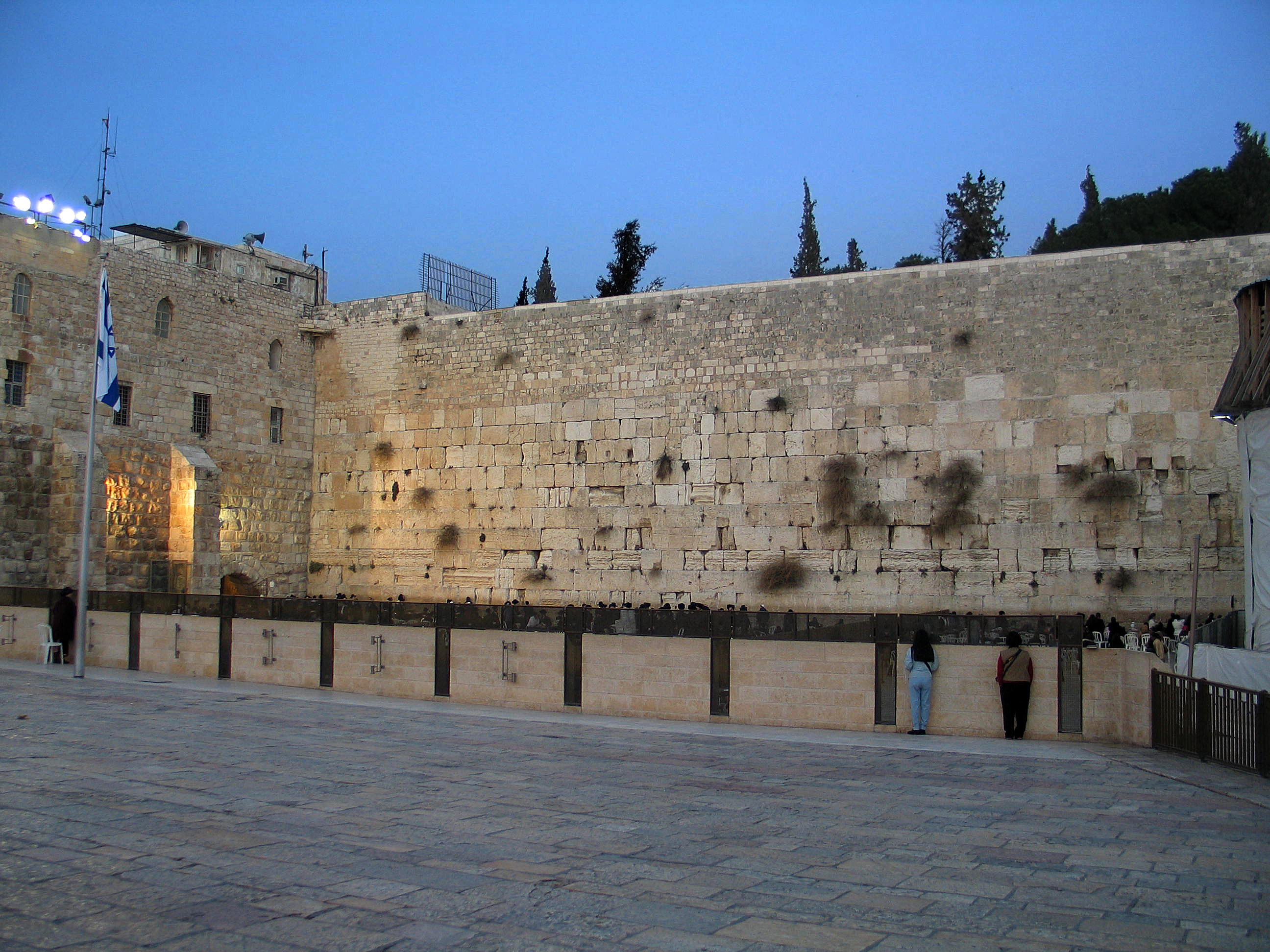
Ściana Płaczu. Jedyna pozostałość po Świątyni Jerozolimskiej

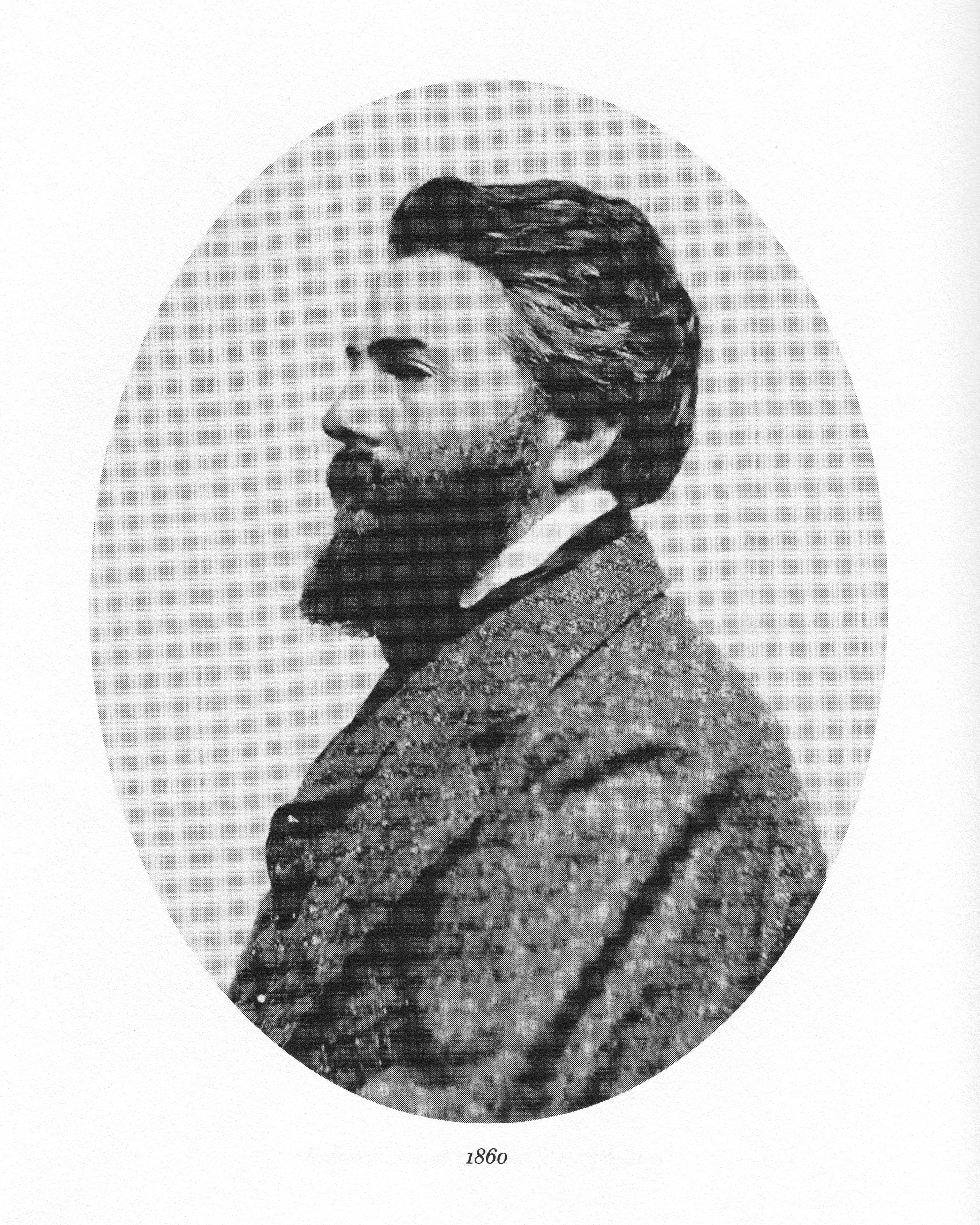
Herman Melville w 1860, na krótko po odbyciu podróży do Palestyny

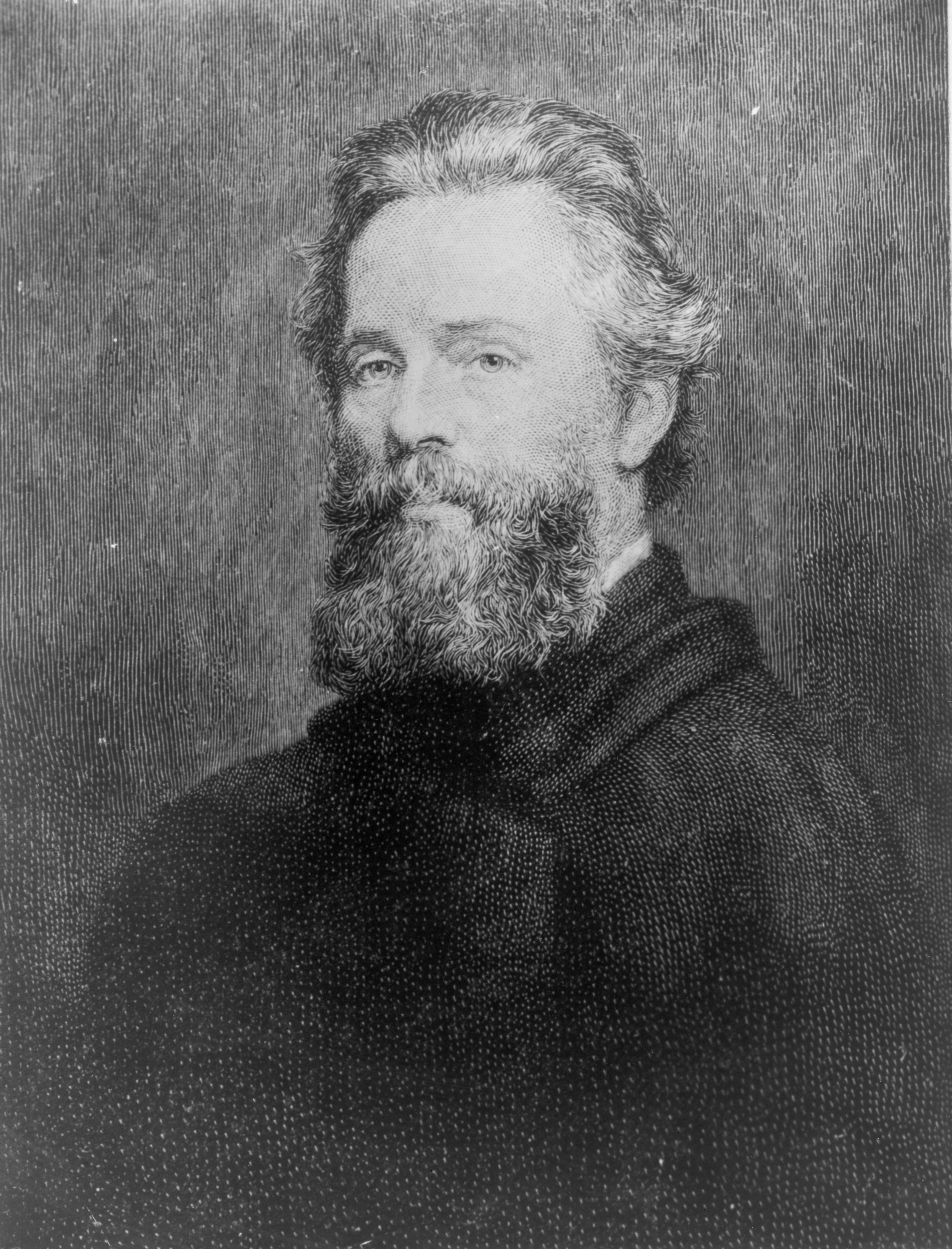
Herman Melville w 1870

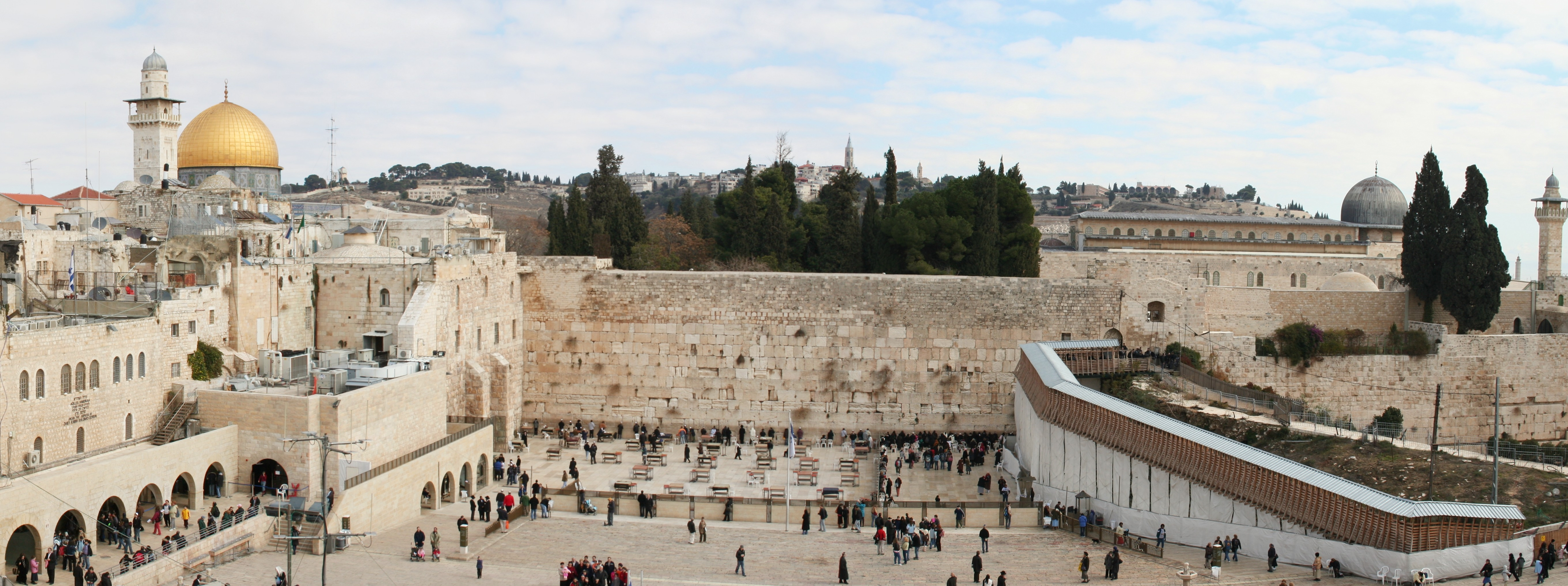
Panorama wzgórza Świątynnego w Jerozolimie

Clarel: A Poem and Pilgrimage in the Holy Land – epos amerykańskiego powieściopisarza i poety Hermana Melville’a, opublikowany w 1876 nakładem nowojorskiej oficyny G.P. Putnam & Company. Utwór opowiada o pielgrzymce tytułowego bohatera do Ziemi Świętej. Motyw podróży jest pretekstem do teologicznych rozważań o wierze i wątpliwościach religijnych. W przeciwieństwie do wielu innych dzieł, popularnych w swoich czasach, a później zapomnianych, epos Melville’a został doceniony dopiero w XX wieku. Wcześniej był przyjmowany z rezerwą. Robert Penn Warren nazwał poemat prekursorskim wobec Ziemi jałowej T.S. Eliota. Dzieło ma charakter w dużym stopniu autobiograficzny. Postać Vine'a jest najprawdopodobniej portretem przyjaciela autora, pisarza Nathaniela Hawthorne’a.

## Charakterystyka ogólna
Clarel był ostatnim wielkim dziełem pisarza. Utwór jest bardzo obszerny. Składa się z czterech części, zatytułowanych odpowiednio Jerusalem, The Wilderness, Mar Saba, Bethlehem, pierwotnie opublikowanych w osobnych tomach. Zawiera sto pięćdziesiąt pieśni i liczy około osiemnastu tysięcy wersów, co czyni go jednym z najdłuższych amerykańskich dzieł wierszowanych. Utwór oparty jest na autentycznych przeżyciach autora, który odbył podróż do Palestyny w 1857.

## Forma
Utwór jest napisany wierszem jambicznym czterostopowym, nieregularnie rymowanym. Tylko końcowe przesłanie jest ułożone pentametrem jambicznym. W niektórych miejscach autor używa aliteracji, czyli współbrzmienia początkowego. W tym przypadku jest ono oparte na powtarzaniu głoski „s”.
Again he droops, with brow on hand.

But, starting up, "Why, well I knew

 Salem to be no Samarcand;

 'Twas scarce surprise; and yet first view

Brings this eclipse. Needs be my soul,

Purged by the desert's subtle air

From bookish vapors, now is heir

To nature's influx of control;

(Jerusalem, Hostel)

## Treść
Utwór opowiada o pielgrzymce do Ziemi Świętej, podjętej przez młodego człowieka, Clarela, który poszukuje duchowego odrodzenia. Bohater próbuje odzyskać wiarę, którą utracił w ciągu studiów. Problem jego samotność wydaje się rozwiązany, kiedy poznaje Ruth, jednak na przeszkodzie staje im śmierć ojca dziewczyny. Ważnym epizodem jest podróż grupy pielgrzymów przez pustynię nad Morze Martwe. Utwór kończy się bezpośrednim zwrotem do bohatera:
Then keep thy heart, though yet but ill-resigned --

Clarel, thy heart, the issues there but mind;

That like the crocus budding through the snow --

That like a swimmer rising from the deep --

That like a burning secret which doth go

Even from the bosom that would hoard and keep;

Emerge thou mayst from the last whelming sea,

And prove that death but routs life into victory.
Brak informacji o choćby fragmentarycznym przekładzie poematu Crarel na język polski.